# リドル症候群
リドル症候群（りどるしょうこうぐん、英: Liddle's syndrome）は、遠位尿細管上皮細胞管腔側にあるアミロライド感受性ナトリウムチャネル(epithelial sodium channel; ENaC)の遺伝子変異により発現抑制不全を起こす症候群で、希少疾患の一つ。

## 病態
アミロライド感受性ナトリウムチャネルの抑制不全によって遠位尿細管で原尿からナトリウムを再吸収してしまうため、上皮細胞内ナトリウム濃度が上昇する。その際に電気的勾配によってカリウムと水素イオンが上皮細胞内から尿細管腔へ出てしまう。上皮細胞は仕方が無く、細胞内ナトリウムを血中へ汲み出し、血中カリウムと血中水素イオンを取り込む。従って高ナトリウム血症、低カリウム血症、代謝性アルカローシスになり、高血圧になる。高血圧によってレニン-アンジオテンシン系は抑制されて、血中鉱質コルチコイド濃度も低下する。

## 原因
アミロライド感受性ナトリウムチャンネルの遺伝子異常。変異ENaCが、処理・変性されないため、アルドステロンによる受容体刺激がなくとも、細胞表面で多く発現する。常染色体優性。

## 症状
原発性アルドステロン症と同様の症状を呈する。即ち、高血圧、低カリウム血症、代謝性アルカローシスを示す。高血圧は食塩感受性であることがマウスの実験で示唆されている。

## 検査
身体所見では高血圧が認められる。
血液検査では低カリウム血症、代謝性アルカローシス、血漿アルドステロン低値、血漿レニン低値、等が認められる。

## 治療
先天異常なので対症療法を行う。アミロライド感受性ナトリウムチャンネルを閉じる薬物アミロライドやトリアムテレンを投与する。

## 診療科
腎臓内科 - 循環器内科

## 歴史
発見
1963年にヴァンダービルト大学のグラント・リドル博士（Grant W. Liddle）によって報告された。
病態の理解の歴史的変遷
1963年に、原発性アルドステロン症と同様の症状を呈するがアルドステロンは低下している疾患として報告された。
原因
1994年に原因が確定した。

## 各国において

### 日本
治療
日本ではアミロライドは市販されていないので、トリアムテレンを用いる。